# Pulchrana melanomenta
Espèce
Synonymes
- Rana melanomenta Taylor, 1920
- Hylarana melanomenta (Taylor, 1920)

Statut de conservation UICN

 DD  : Données insuffisantes
Pulchrana melanomenta est une espèce d'amphibiens de la famille des Ranidae.

## Répartition
Cette espèce est endémique des îles Sibutu dans l'archipel de Sulu dans le sud des Philippines,.

## Description
Le mâle holotype mesure 35 mm.

## Publication originale
- Taylor, 1920 : Philippine Amphibia. Philippine Journal of Science, vol. 16, p. 213–359 (texte intégral).